# Medaille für Verdienste im Brandschutz

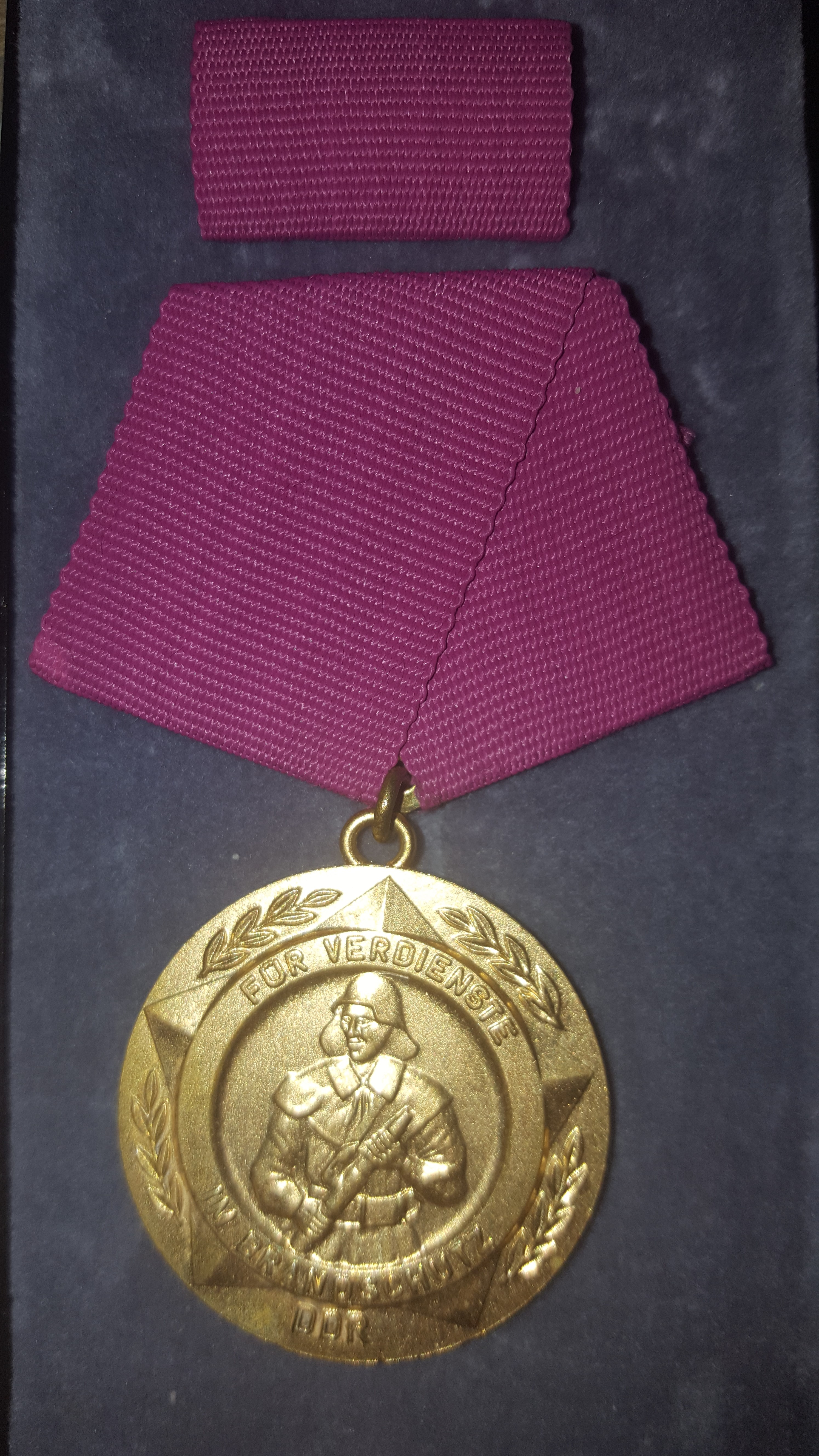
Medaille für Verdienste im Brandschutz

Die Medaille für Verdienste im Brandschutz war eine staatliche Auszeichnung  der Deutschen Demokratischen Republik (DDR), welche in Form einer tragbaren Medaille verliehen wurde.

## Geschichte
Die Medaille wurde am 24. August 1968 in einer Stufe gestiftet. Sie konnte verliehen werden für hervorragende Leistungen sowie persönliche Tapferkeit und selbstlosen Einsatz bei der Erfüllung der obliegenden Brandschutzpflichten und damit für die Sicherung der Volkswirtschaft sowie des Lebens, der Gesundheit und ferner des Eigentums des Bürgers der DDR. Die Verleihung der Medaille, die im Übrigen mehrmals verliehen werden konnte, konnte dabei nicht nur an Einzelpersonen, sondern auch an Kollektive, Dienststellen, Institutionen sowie Betriebe verliehen werden. Ausgezeichnete Feuerwehren waren zudem berechtigt das entsprechende Symbol der Medaille an ihren Geräten und Fahrzeugen anzubringen, z. B. als Aufkleber hinter der Windschutzscheibe des Einsatzfahrzeugs.

## Aussehen und Tragweise
Die vergoldete Medaille mit einem Durchmesser von 32 mm zeigt auf ihrem Avers einen erhaben geprägten fünfspitzigen Stern, dessen innenliegende Kreisfläche vertieft dargestellt ist. In den Räumen zwischen den Eckspitzen befindet sich je ein gebogener Lorbeerzweig, insgesamt also vier. Die fünfte Ecke von der Inschrift: DDR ausgefüllt. In dem erwähnten inneren vertieften Kreis ist wiederum die erhaben geprägte Gestalt eines Feuerwehrmannes in voller Montur zu sehen, der in seinen Händen einen Löschschlauch hält. Die vertiefte Kreisfläche wird dabei von einem erhaben geprägten Ring umschlossen der die Umschrift: FÜR VERDIENSTE (oben) und IM BRANDSCHUTZ (unten) zeigt. Das Revers der Medaille zeigt dagegen das Staatswappen der DDR. Getragen wurde die Medaille an einer fünfeckigen pentagonalen malinoroten 24 mm breiten Spange. Die dazugehörige Interimsspange ist von gleicher Beschaffenheit und 24 × 14 mm groß.